# يطروفة باومية
يطروفة باومية (الاسم العلمي:Jatropha baumii) هي نوع من النباتات تتبع جنس اليطروفة من الفصيلة الفربيونية.